# Баратр
Баратр (фр. Barastre) насеље је и општина у североисточној Француској у региону Север-Па де Кале, у департману Па де Кале која припада префектури Арас.
По подацима из 2011. године у општини је живело 263 становника, а густина насељености је износила 34,42 становника/km². Општина се простире на површини од 7,64 km². Налази се на средњој надморској висини од 119 метара (максималној 133 m, а минималној 113 m).

## Демографија
| 1962. | 1968. | 1975. | 1982. | 1990. | 1999. | 2011. |
| ----- | ----- | ----- | ----- | ----- | ----- | ----- |
| 318   | 334   | 308   | 267   | 223   | 232   | 263   |

График промене броја становника у току последњих година